# Distrito de Laufen
Laufen (em francês: Laufon) é um distrito da Suíça, localizado no cantão de Basileia-Campo. Tem 89,55 km² de área e sua população em 2019 foi estimada em 20.141 habitantes. Sua sede é a comuna de Laufen.

## Comunas
Laufen está composto por um total de 15 comunas:
| Comuna            | População (31 de dezembro de 2019) | Área, km² |
| ----------------- | ---------------------------------- | --------- |
| Blauen            | 694                                | 7.13      |
| Brislach          | 1.670                              | 9.39      |
| Burg im Leimental | 277                                | 2.83      |
| Dittingen         | 711                                | 6.75      |
| Duggingen         | 1.557                              | 5.86      |
| Grellingen        | 1.853                              | 3.31      |
| Laufen            | 5.707                              | 11.37     |
| Liesberg          | 1.115                              | 12.49     |
| Nenzlingen        | 442                                | 3.66      |
| Roggenburg        | 270                                | 6.65      |
| Röschenz          | 1.899                              | 10.07     |
| Wahlen            | 1.483                              | 5.42      |
| Zwingen           | 2.463                              | 4.62      |
| Total             | 20.141                             | 89.55     |